# Danilo Gerlo
Danilo Telmo Gerlo (Los Quirquinchos, 7 marzo 1979) è un ex calciatore argentino, di ruolo difensore.
Possiede il passaporto italiano.

## Palmarès

### Club

#### Competizioni nazionali
- Campionato argentino: 3

River Plate: Clausura 2004, Clausura 2008
Arsenal: Clausura 2012
- Supercopa Argentina: 1

Arsenal: 2012